# Targówek Fabryczny
Targówek Fabryczny – obszar MSI w warszawskiej dzielnicy Targówek. 
Znajduje się w południowej części dzielnicy, między ulicami: Radzymińską, Naczelnikowską, Księżnej Anny, Klementowicką i Rybieńską. 

## Opis
Obszar zawdzięcza swoją nazwę licznym fabrykom, które powstawały tam w II połowie XIX wieku. W okolicy ulicy Naczelnikowskiej w latach 70. wybudowano Fabrykę Płodów Chemicznych Hirschmann i Kijewski (później Kijewski i Scholtze) a na jej potrzeby Hutę Szkła Targówek (1878). Między ulicami Księcia Ziemowita a Radzymińską powstały przedsiębiorstwa związane z przetwórstwem ropy naftowej. Targówek był miejscem lokalizacji fabryk, niewielkich osiedli robotniczych, domków jednorodzinnych oraz podmiejskich gospodarstw rolnych. Mieszkało tam wielu kolejarzy.
W 1919 przy ul. Księcia Ziemowita – głównej ulicy Targówka Fabrycznego – wzniesiono drewniany kościół Zmartwychwstania Pańskiego zaprojektowany przez Stefana Szyllera w stylu zakopiańskim.
W okresie dwudziestolecia międzywojennego na terenie Targówka Fabrycznego zbudowano sieć elektryczną i wodociągową. 
W okresie PRL Targówek Fabryczny był terenem przeznaczonym głównie pod zabudowę przemysłową, dlatego wyburzono znaczną część domów i wysiedlono mieszkańców (m.in. rozebrano dużą część zabudowy przy ul. Księcia Ziemowita). W 1949 w rejonie ulic Siarczej i Zabranieckiej powstały Zakłady Mechaniczne Obróbki Drewna.
W 1994 przy ul. Zabranieckiej uruchomiono zakład produkcyjny amerykańskiego koncernu Procter & Gamble, w którym wytwarzane są pieluszki Pampers.
Sam rejon, ze względu na niekorzystne położenie (kształt trójkąta z dwiema liniami kolejowymi na dwóch bokach), pozostaje jednym z najbardziej zaniedbanych obszarów stolicy. Jest osiedlem z niską  gęstością zaludnienia a jego zabudowę stanowią głównie kamienice i ceglane domy sprzed 1939. Zachowało się także kilka drewnianych budynków, m.in. przy ulicach Ciemnej 4, Dziewanny 3, Żmudzkiej 3 oraz Władysławowskiej 2. Na terenie Targówka znajduje się wiele terenów zielonych oraz nieużytków.

## Ważniejsze obiekty
- Willa Kijewskiego (ul. Siarczana 6)
- Kościół Zmartwychwstania Pańskiego